# Парусная рыба-кабан
 Парусная рыба-кабан, или острорылая рыба-кабан, или желтополосая рыба-кабан, (лат. Evistias acutirostris), — вид лучепёрых рыб монотипического рода парусных рыб-кабанов (Evistias) из семейства вепревых (Pentacerotidae). Распространены в умеренных и тропических водах западной части Тихого океана.

## Описание
Тело сильно сжато с боков, высокое, в области спинного плавника закруглённой формы. Тело покрыто мелкой ктеноидной чешуёй, чешуя есть на щеках и жаберных крышках. Боковая линия резко поднимается от головы до колючих лучей спинного плавника, а затем постепенно снижается к хвостовому стеблю, идёт до хвостового плавника. Рыло несколько удлинённое. Губы и подбородок с многочисленными ворсинками, на подбородке они очень длинные, некоторые ворсинки раздвоенные. Рот косой. Зубы на обеих челюстях короткие, конической формы, расположены широкой полосой. На сошнике зубов нет. Высокий парусообразный спинной плавник с 4—5 жёсткими и 26—28 мягкими лучами, выпуклый. Длина жёстких лучей прогрессивно увеличивается, последние колючки короче передних мягких лучей. В анальном плавнике 3—4 жёстких и 11—14 мягких лучей. Брюшные плавники расположены сразу за основаниями грудных. Позвонков 27.
Тело желтовато-коричневого или серо-коричневого цвета. По бокам проходят пять широких тёмных полос. Передняя часть головы, рыло и верхняя часть щёк тёмно-коричневого цвета. Спинной, анальный и хвостовой плавники жёлтого цвета. Грудные плавники светлые, а брюшные чёрные. Подбородок и ворсинки чёрные. У молоди тело окрашено в светло-коричневый цвет с сетью тонких коричневых линий. Задняя часть спинного плавника с небольшим коричневым пятном.
Максимальная длина тела 90 см.

## Биология
Морские бентопелагические рыбы. Обитают вблизи дна у скалистых и коралловых рифов, а также над песчаными грунтами на глубине от 10 до 193 м. Обычно встречаются парами или небольшими группами. Питаются бентосными организмами.

## Ареал
Распространены в умеренных и тропических водах центрально-западной части Тихого океана у побережий юго-восточной Австралии, Новой Зеландии, островов Лорд-Хау и Норфолк, островной дуги Кермадек и далее на север до Гавайских островов и тихоокеанского побережья Японии.